# Сидония Саксонска
Сидония Саксонска (на немски: Sidonie (Sidonia) von Sachsen; * 8 март 1518, Майсен; † 4 януари 1575, Вайсенфелс) от рода на Албертинските Ветини, е принцеса от Саксония и чрез женитба княгиня на Каленберг-Гьотинген.

## Живот
Тя е третата дъщеря на херцог Хайнрих IV Благочестиви от Саксония (1473 – 1541) и Катарина от Мекленбург (1487 – 1561), дъщеря на херцог Магнус II от Мекленбург.
Сидония се омъжва на 17 май 1545 г. по любов за по-малкия с десет години херцог Ерих II Млади фон Брауншвайг-Каленберг-Гьотинген (1528 – 1584), от род Велфи. Тя е първата му съпруга. Бракът е бездетен. След две години нейният съпруг става католик, а тя остава лутерантка.
От 1564 г. тя е под домашен арест. Ерих изгаря през 1564 и 1572 г. като вещици няколко жени и Сидония бяга от него. Тя отива във Виена да се оплаче на император Максимилиан II. Сидония отива през октомври 1572 г. в Дрезден при брат си Август и неговата съпруга Агнес Хедвига фон Анхалт. Курфюрст Август ѝ дава женския манастир Вайсенфелс с всичките му доходи и лихви, където Сидония живее до смъртта си.
Според нейното завещание Сидония е погребана в катедралата на Фрайберг.